# DELF
DELF (Diplôme d'études en langue française) – oficjalny, międzynarodowy certyfikat językowy, potwierdzający znajomość języka francuskiego przez osoby, dla których język ten nie jest ojczystym. 
Certyfikat ten jest jednym z dwóch, obok DALF, dyplomów ustanowionych przez francuskie Ministerstwo Edukacji Narodowej 22 maja 1985 roku. DELF można zdawać na jednym z czterech poziomów, zgodnych z zaleceniami przyjętymi przez Radę Europy: 
- poziom podstawowy: A1 i A2,
- poziom samodzielności: B1 i B2.

Poziomowi biegłości (C1 i C2) odpowiada certyfikat DALF.
Egzamin DELF ma także osobną wersję dla młodzieży (version junior), która skonstruowana jest tak samo, jak wersja "zwykła". Jedyną różnicą jest bliższa młodzieży tematyka, poruszana podczas egzaminu. Egzamin taki mogą zdawać uczniowie tzw. enseignement secondaire, obejmującego polskie gimnazjum i liceum. Uzyskanie certyfikatu w wersji junior daje prawo do otrzymania takiego samego dyplomu, jak inni zdający.